# Hyphessobrycon hamatus
Hyphessobrycon hamatus är en fiskart som beskrevs av Vinicius Araújo Bertaco och Luiz R. Malabarba 2005. Hyphessobrycon hamatus ingår i släktet Hyphessobrycon och familjen Characidae. Inga underarter finns listade i Catalogue of Life.